# Chetone heliconides
Chetone heliconides là một loài bướm đêm thuộc phân họ Arctiinae, họ Erebidae.